# Jacob van der Beek
Jacob van der Beek (overleden Alkmaar, 24 september 1737) was een 18e-eeuwse Nederlandse beeldhouwer.

## Leven en werk
Van der Beek woonde en werkte in Alkmaar. Hij werd er op 21 augustus 1711 lid van het Sint-Lucasgilde. Er is een aantal sculpturen van hem bewaard gebleven.
Hij maakte in opdracht van Gerrit Florisz. Wildeman in 1717 een viertal beelden voor zijn 'provenhuis', nu bekend als Wildemanshofje in Alkmaar. Zowel voor boven de entree als in de tuin maakte Van der Beek een wildeman met knots. Aan weerszijden van de ingang beeldde hij twee kleinere vrouwen af, als symbool voor ouderdom en armoede.
In 1722-1724 werd in Zaandam een nieuwe sluis gebouwd door het Hoogheemraadschap van de Hondsbossche. In opdracht van het Hoogheemraadschap maakte Van der Beek twee wapenstenen. Op de voorzijde werden de wapens afgebeeld van dijkgraaf Jan Adriaan van Egmond van de Nijenburg en van het Hoogheemraadschap. Op de achterkant staan in een cartouche het jaartal 1724 en de wapens van de hoogheemraden en de rentmeester.

## Fotogalerij

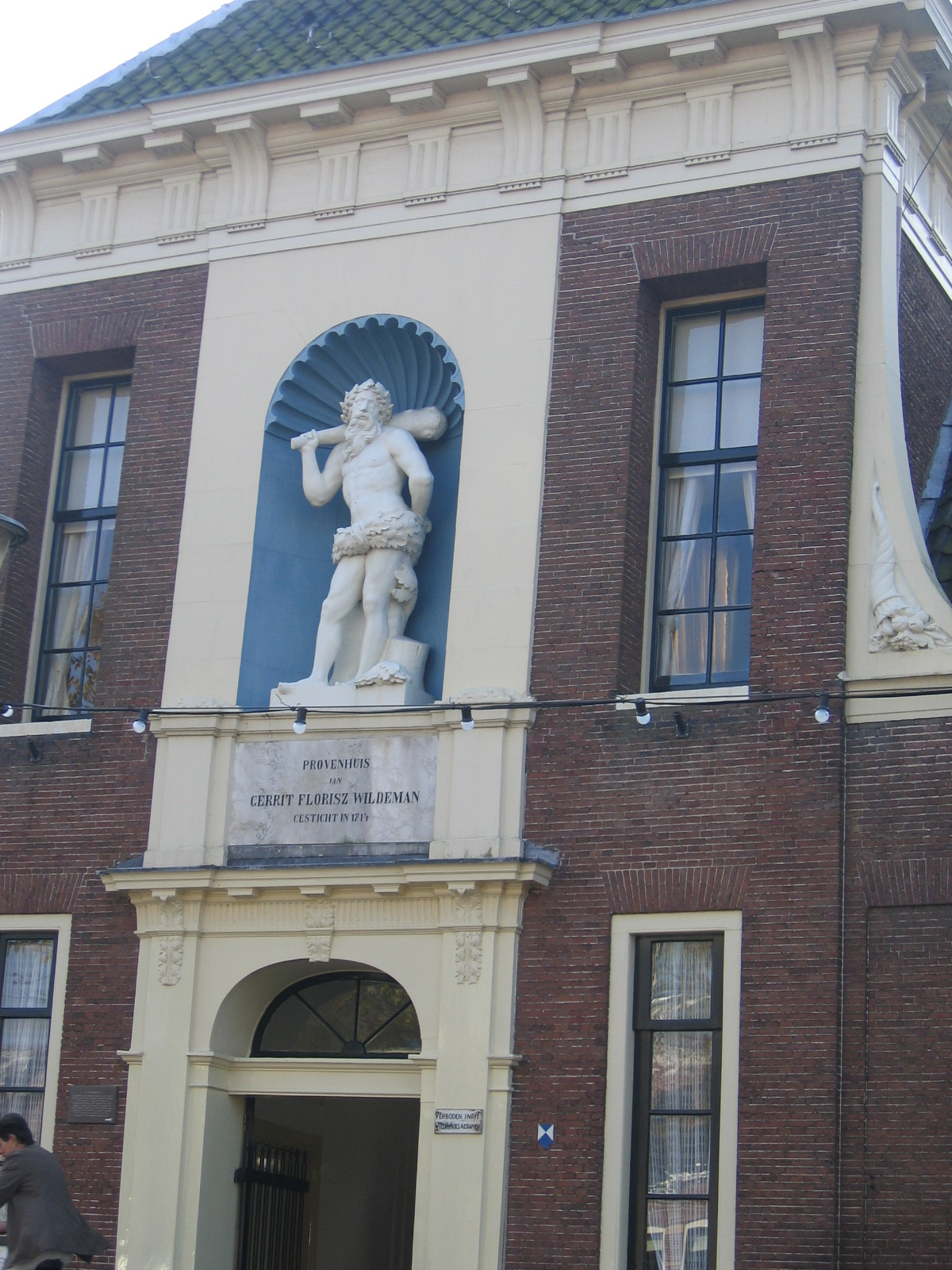
Wildeman aan de Oudegracht 45 te Alkmaar (1717)
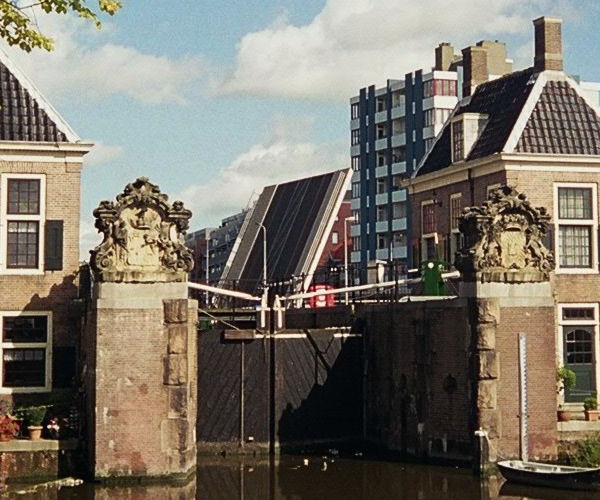
Wapenstenen bij de Oude Sluis in Zaandam (1724)